# USS Bainbridge (CGN-25)
USS Bainbridge (DLGN-25/CGN-25) – jedyny w swoim typie amerykański okręt rakietowy o napędzie atomowym, który wszedł do służby w 1962. Okręt był początkowo klasyfikowany jako niszczyciel rakietowy-lider (określany też jako wielka fregata rakietowa), o oznaczeniu DLGN-25. Od 1975, po reformie klasyfikacji okrętów, klasyfikowany jako krążownik rakietowy, z oznaczeniem CGN-25. Był to najmniejszy w historii okręt nawodny wyposażony w napęd atomowy. To 4. jednostka w historii US Navy nosząca imię „Bainbridge” nadane na cześć komandora Williama Bainbridge'a, który był jednym z dowódców fregaty USS „Constitution”.

## Historia
Na początku lat 50. w Stanach Zjednoczonych powstała koncepcja grupy uderzeniowej, której trzonem miał być lotniskowiec z napędem atomowym. Zgodnie z założeniami planu okręty eskorty, aby lepiej współdziałać z lotniskowcem, także miały mieć napęd atomowy. Pierwszym okrętem tego typu był krążownik rakietowy USS „Long Beach” (CGN-9), którego budowa rozpoczęła się w grudniu 1957. Potrzeba posiadania mniejszych jednostek eskortowych z napędem atomowych, klasyfikowanych wtedy w USA jako fregaty rakietowe lub niszczyciele-lidery (Destroyer Leader), doprowadziła do opracowania dwóch jednostek, które opracowano na podstawie dwóch typów fregat rakietowych z napędem konwencjonalnym. Powstały dwa unikatowe okręty USS „Bainbridge” i USS „Truxtun”, które opracowano odpowiednio na podstawie okrętów typu Leahy i Belknap.
USS „Bainbridge” powstał przez modyfikację projektu fregat rakietowych typu Leahy. Zmiany polegały na zastąpieniu konwencjonalnej siłowni dwoma reaktorami atomowym, wydłużeniu i poszerzeniu kadłuba i zastosowaniu stopów lekkich w konstrukcji nadbudówki. Obsługa nowej siłowni była bardziej pracochłonna, w związku z czym liczba członków załogi okrętu musiała ulec zwiększeniu. Stępkę pod USS „Bainbridge” położono 14 maja 1959 w stoczni Fore River w Quincy stan Massachusetts. Wodowanie miało miejsce 15 kwietnia 1961. Matką chrzestną okrętu była praprawnuczka komandora Williama Bainbridge'a. Wejście do służby nastąpiło 6 października 1962.

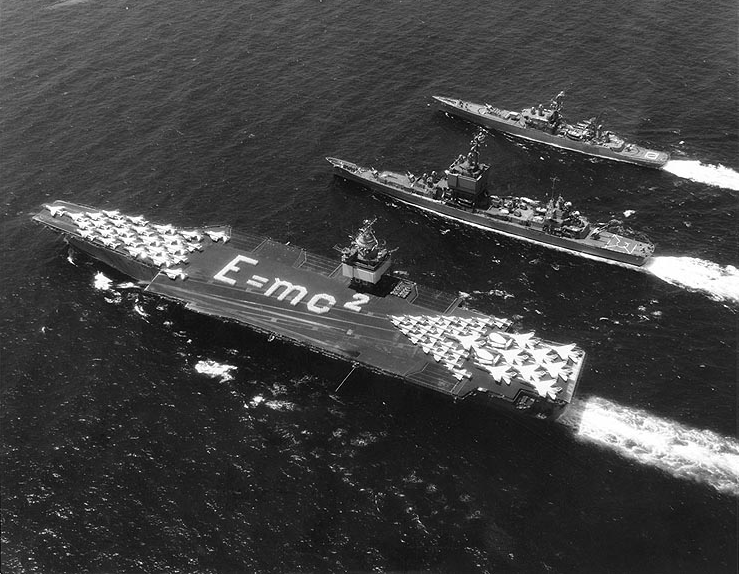
Okręty podczas operacji „Morska Orbita”

Po wejściu do służby „Bainbridge” udał się w lutym 1963 w rejon Morza Śródziemnego, gdzie dołączył do grupy okrętów tworzonej przez lotniskowiec USS Enterprise (CVN-65). W 1964 do okrętów dołączył krążownik USS „Long Beach”, dzięki czemu powstał zespół uderzeniowy składający się wyłącznie z okrętów o napędzie atomowym. W sierpniu 1964 okręty wzięły udział w operacji „Morska Orbita”, w wyniku której w ciągu dwóch miesięcy opłynęły kulę ziemską. W październiku 1965 „Bainbridge” został przeniesiony do Floty Pacyfiku i wziął udział w wojnie wietnamskiej. W 1975 okręt został poddany trwającej ponad dwa lata modernizacji kosztującej 102 miliony dolarów. Podczas trwania prac modernizacyjnych zmieniono klasyfikację okrętu na krążownik rakietowy z oznaczeniem CGN-25.
Okręt został wycofany ze służby 13 września 1996. W 1997 rozpoczęto proces złomowania i zabezpieczenia siłowni atomowej, który zakończył się w październiku 1999.